# Drăghiceni
Drăghiceni – wieś w Rumunii, w okręgu Aluta, w gminie Drăghiceni. W 2011 roku liczyła 651 mieszkańców.